# Ludwig Blenker

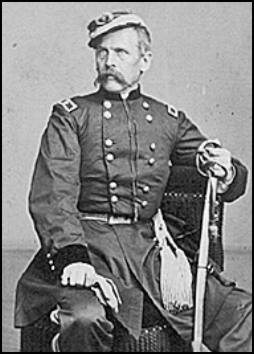
Ludwig (Louis) Blenker als Brigadegeneral der Unionstruppen

Ludwig Blenker, in den USA Louis Blenker (* 31. Juli 1812 in Worms; † 31. Oktober 1863 im Rockland County, New York, USA), war ein deutscher Militär, 1848er-Revolutionär und späterer General der Nordstaaten im Amerikanischen Bürgerkrieg.

## Leben
Blenker ließ sich 1832 als Student des Münchner Polytechnikums für das königlich bayerische Hilfskorps für Griechenland anwerben, das König Otto nach Griechenland begleitete. Im Jahr 1837 kehrte er nach Worms zurück und eröffnete dort eine Weinhandlung. In der Revolution von 1848/49 wurde er 1848 zum Oberst der Bürgerwehr gewählt. Seine Wahl zum Bürgermeister wurde im März 1849 vom Innenministerium unter Heinrich Karl Jaup nicht bestätigt. Blenker wurde im Mai 1849 einer der Hauptführer der revolutionären Kräfte in Rheinhessen. Er befehligte rheinhessische und pfälzische Freischaren. Am 10. Mai bemächtigte er sich des Handelsplatzes Ludwigshafen und besetzte am 17. Mai Worms. Am 28./29. Mai eroberte der hessische General Friedrich von Schäffer-Bernstein Worms jedoch zurück. Blenker unternahm am 20. Mai einen erfolglosen Angriff auf die Festung Landau. Nach dem Einrücken der Preußen in die Pfalz wandte sich Blenker mit seinen Leuten nach Baden und kämpfte während der Gefechte an der Murglinie unter anderem an wichtiger Stelle im Gefecht in Gernsbach.
Nachdem der Aufstand niedergeschlagen worden war, ging Blenker in die Schweiz, aus der er jedoch im September 1849 ausgewiesen wurde. Daraufhin emigrierte er mit seiner Frau Elise in die Vereinigten Staaten von Amerika. Dort lebte er als Landwirt, später war er in New York ansässig.

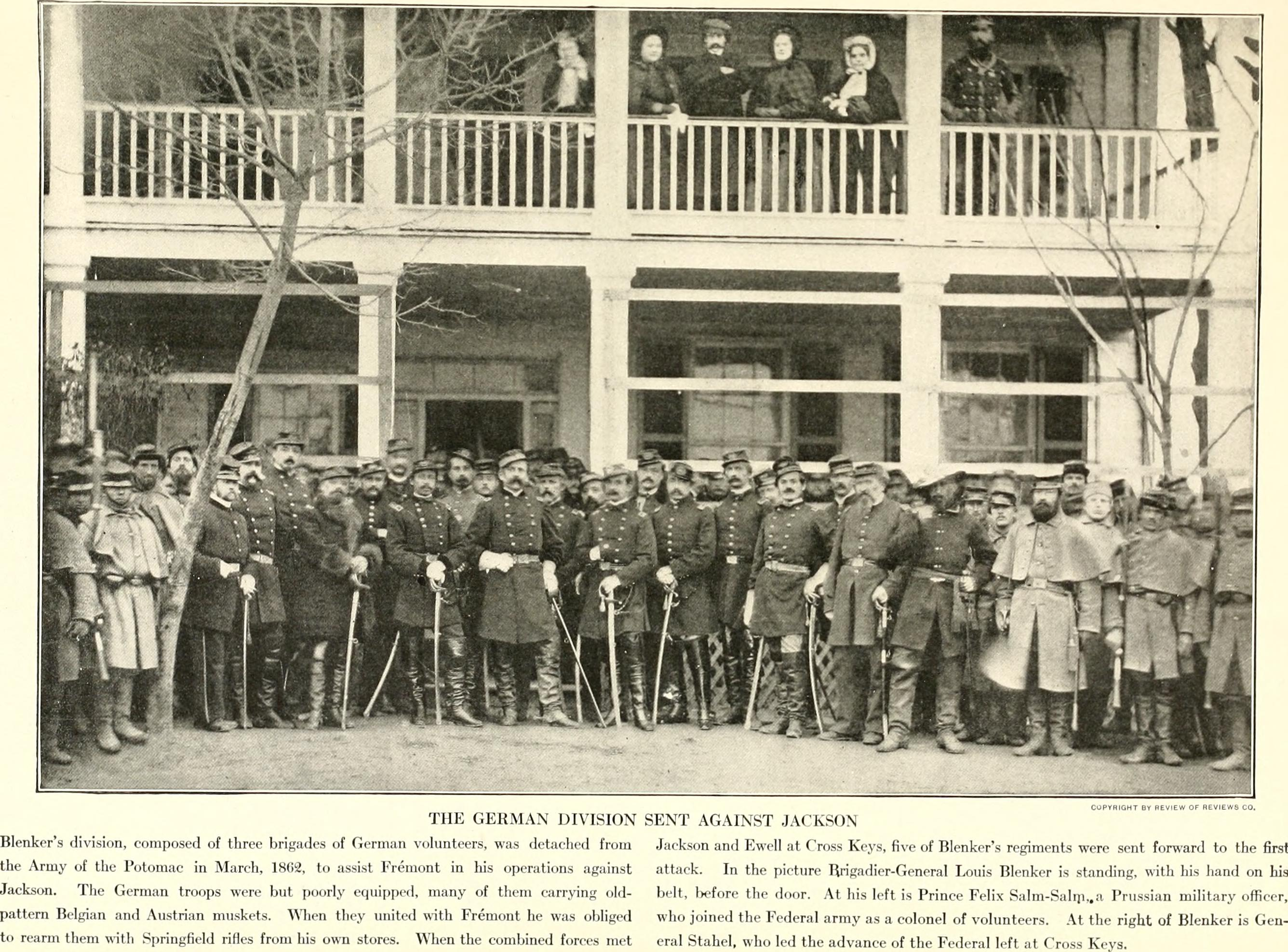
Ludwig Blenker (Hand am Gurt), flankiert von Felix zu Salm-Salm (Hand im Mantel) und Julius Stahel, im Kreis von Angehörigen der „German Division“

Kurz nach Ausbruch des Amerikanischen Bürgerkrieges erhielt er das Kommando über das 8. New Yorker Infanterieregiment, das hauptsächlich aus deutschen Einwanderern bestand, und wurde in den Rang eines Colonels erhoben. In der Ersten Schlacht am Bull Run am 21. Juli 1861 befehligte er die Reservebrigade der 5. Division und hielt als einziger der höheren Befehlshaber der Bundestruppen den nachrückenden Südstaatlern stand. Dadurch rettete er die Bundeshauptstadt Washington vor der Einnahme durch die Konföderierten. Am 9. August 1861 wurde er zum Brigadegeneral befördert, befehligte bei der Eröffnung des Feldzugs von 1862 eine Division und zeichnete sich in West Virginia besonders bei Cross Keys aus. Nach der Schlacht legte General Blenker das Kommando über seine Division nieder und begab sich nach Washington, wo er seinen Abschied einreichte und auch in allen Ehren entlassen wurde.
Ludwig Blenker starb am 31. Oktober 1863 an seinen noch während seines aktiven Dienstes durch einen Sturz vom Pferd in Warrenton (Virginia) erlittenen Verletzungen. Er ist auf dem Rockland Cemetery in Sparkill, New York, beerdigt.